# ریوکیچی مینوبه
ریوکیچی مینوبه ((به ژاپنی: 美濃部 亮吉, Minobe Ryōkichi)؛ ۵ فوریه ۱۹۰۴ – ۲۴ دسامبر ۱۹۸۴) سیاستمدار، و اقتصاددان اهل ژاپن بود. او از سال ۱۹۶۷ تا ۱۹۷۹ به عنوان فرماندار توکیو خدمت کرد. او یکی از شناخته شده‌ترین چهره‌های سوسیالیسم در تاریخ مدرن ژاپن است.